# Balpen

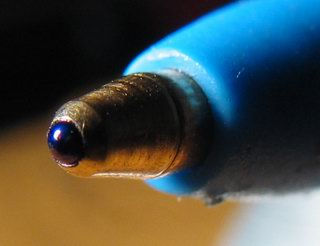
De kogel van een balpen

Een balpen is een pen die met een bal of kogel de inkt op het papier overbrengt. In Duitsland noemt men een balpen dan ook Kugelschreiber ('kogelschrijver').
Andere in Vlaanderen of Nederland gangbare benamingen voor een balpen zijn 'bic', 'kogelpen', 'stylo' of 'ballpoint'.

## De uitvinding
Het principe van de balpen dateert van 1888. De Amerikaan John J. Loud had toen een patent aangevraagd voor een soortgelijk apparaat om leer te merken. Dit patent werd echter nooit commercieel gebruikt omdat een goede inkt hiervoor ontbrak.
De balpen om mee op papier te schrijven is uitgevonden door de Hongaarse journalist László Bíró. Gefrustreerd door de tijd die hij verspilde met het veelvuldig vullen van zijn vulpen, de vlekken die hij maakte en het krassen van deze pen op het papier, waarbij het papier soms scheurde, besloot hij een pen te ontwikkelen die hieraan een einde maakte. 
Bij het bezoek aan een drukkerij merkte hij op dat de bij het drukprocedé gebruikte drukinkt zeer snel en zonder uitlopen opdroogde, waardoor het papier vlekkeloos bleef. Deze inkt had echter een zeer hoge stroperigheid en was daardoor onbruikbaar in een gewone vulpen. Om toch deze inkt te kunnen gebruiken, diende hij een nieuw type pen te ontwikkelen. Hij deed dit door een kogeltje te plaatsen aan het uiteinde van de pen. Dit kogeltje draait tijdens het schrijven en laat daarbij een inktspoor achter op het papier; terzelfder tijd sluit het het inktreservoir af van de buitenlucht, zodat uitdroging en lekkage worden vermeden. 
Zijn eerste model presenteerde Bíró in 1931 op een internationale tentoonstelling in Boedapest. Het systeem werd in 1938 gepatenteerd. In juni 1943 vroeg László Bíró samen met zijn broer Georg een nieuw patent aan en brachten zij de eerste commerciële versies van de balpen, Biro Pens genaamd, op de markt. Deze pennen waren echter niet erg bruikbaar, ze lekten snel en gaven veel vlekken op het papier.
In 1846 werd de beroemde juweliersfamilie Cross gevraagd om de buitenzijde van een pen te ontwerpen. Cross wordt gezien als een van de oudste producenten van schrijfinstrumenten uit de Verenigde Staten. Nog altijd bevindt het bedrijf zich in Lincoln (Rhode Island). In 1945 was Cross de eerste producent die een balpen op de markt bracht die niet lekte. De techniek van deze pen is nog steeds in gebruik.

## Tweede Wereldoorlog

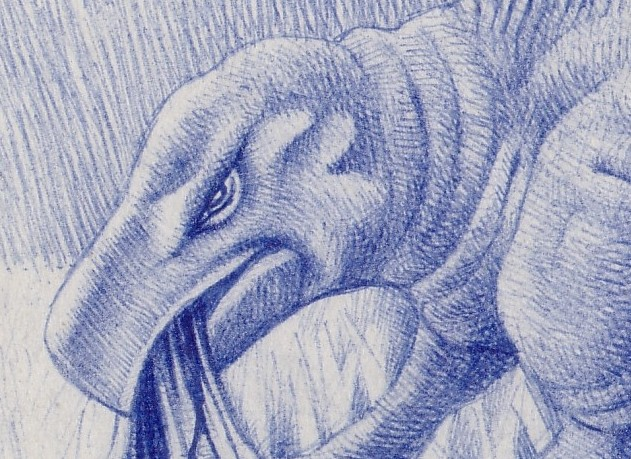
Balpentekening

Tijdens de Tweede Wereldoorlog had de Britse R.A.F. (Royal Air Force) behoefte aan een pen die op grote hoogte lekvrij gebruikt kon worden. De gewone vulpen was hiervoor onbruikbaar. De Britse regering besloot daarom om de licentierechten van de Biro Pens aan te kopen. De pennen kwamen ook bij andere krijgsmachtonderdelen in gebruik na de succesvolle introductie ervan bij de RAF, waardoor hun bekendheid groeide.

## Onderdelen
Basisonderdelen:

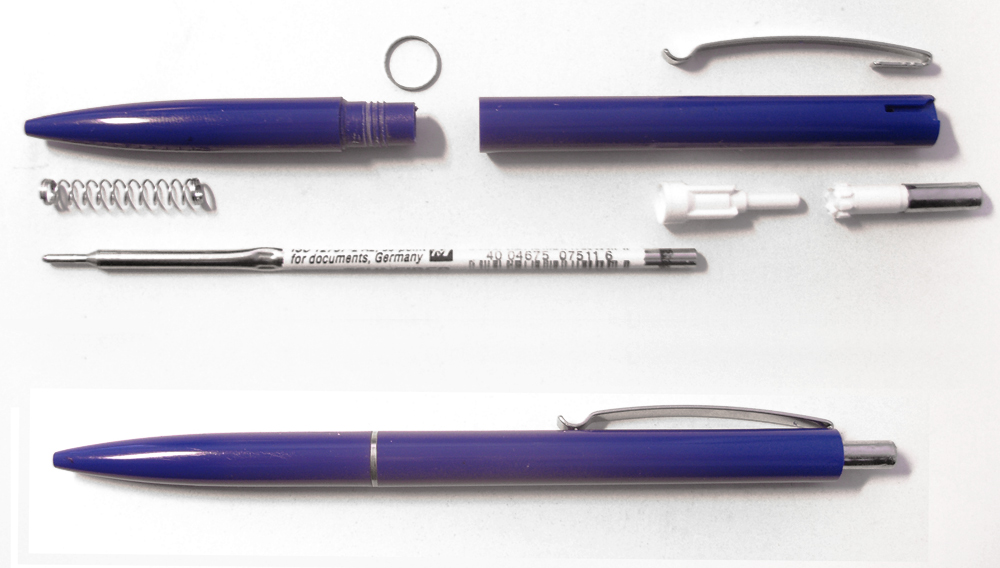
onderdelen van een balpen

- het inktreservoir (een stift of buisje gevuld met inkt en het mondstuk aan het eind, met daarin de metalen of rubberen kogel)
- een omhulsel om de stift vast te pakken.

Veel voorkomende onderdelen:
- een clip om de pen ergens aan vast te klikken

- een knopje en mechanisme om de punt in het omhulsel te laten verdwijnen

of
- een dop om over de punt heen te schuiven.

### De kogel van dichtbij
|  |  |

## Werking
De kogel wordt tegen het papier of een ander te beschrijven oppervlak geduwd. Door de schrijfbewegingen van de schrijver gaat de kogel rollen. Dit heeft als effect dat de kogel, die steeds in aanraking is met de inkt, deze inkt overbrengt op het papier. De kogel is gemaakt van osmium, een blauwgrijs overgangsmetaal, of van wolfraamcarbide, een van de hardste materialen die kunstmatig kunnen worden gemaakt.

### Rollerball pen
Een rollerball pen (of roller) is een balpen met dunnere inkt. Daardoor schrijft de pen duidelijk, terwijl er nauwelijks op gedrukt hoeft te worden. De inkt kan een gel zijn of op waterbasis. Een inkt op waterbasis zou kunnen uitlopen. Een gelvormige inkt maakt het schrijven gemakkelijker, terwijl de inkt niet uitloopt.

## Trivia
- De balpen kwam rond 1995 uitgebreid in het nieuws door de zogenoemde 'balpenmoord'.